# Гура, Ойген
Ойген Гура (нем. Eugen Gura; 8 ноября 1842, Прессерн — 26 августа 1906, Ауфкирхен) — австрийский оперный певец. В своё время считался одним из самых важных певцов произведений Вагнера.
Ойген учился в начале в реальном училище в городе Хомутов, потом в 1860 году в Венском политехническом институте. Посвятил себя рисованию в академии и с 1861 года в школе художников в Мюнхене. Затем под руководством Франца Хаузера и Йозефа Хергера (нем. Josef Herger) в Мюнхене начал подготовку своей певческой карьеры.
В мюнхенской консерватории изучал пение. В 1865 году праздновал свой дебют в королевском придворном и национальном театрах. С 1967 года работал в Бреслау, а с 1870 года в Лейпциге в качестве оперного певца. В 1876 переезжает в Байройт, где исполняет Гюнтера (нем. Gunther) в произведении Вагнера «Кольцо нибелунга». Потом принял предложение гамбургского городского театра.
Работал в Лондоне, в 1880-х вернулся в Мюнхен, где начиная с августа 1883 был членом придворного театра.
Его дочь Заша Гура (нем. Sascha Gura) была актрисой.